# Lazy (Orlová)
Lazy (Orlová 2) (pol.: Łazy německy Lazy) je místní část slezského města Orlová. Žije zde 317 obyvatel.

## Historie
Obec byla poprvé zmíněna v latinském dokumentu  Liber fundationis episcopatus Vratislaviensis ( Kniha platů vratislavského biskupství), zapsané  v době biskupa Jindřicha Wierzbna kolem roku 1305  ve formě položky  item in Lazy villa Paczconis . Tento záznam  naznačuje, že vesnice byla v počáteční fázi vzniku , která je spojena s velkou osídlovací akcí  prováděnou na konci 13. století. Vznik vesnice podpořil  pravděpodobně vznik benediktinského kláštera v Orl ové (r.1268) . V r.1616 byly Lazy koupeny Bludowskimi, ti je prodáli v roce 1833 .
V roce 1869 měla obec 1072 obyvatel, ale s rozvojem těžkého průmyslu  toto číslo začalo růst. Podle rakouského sčítání lidu v roce 1900 žilo v Lazích 5 422 lidí ve 429 budovách na rozloze 589 hektarů, což dalo hustotu osídlení 981,7 obyvatel / km², z toho 3834 (66,3%) obyvatel bylo katolicky, 1798 (31,1%) bylo evangeliky a 150 (2,6%) bylo Židů, 4660 (80,6%) bylo polsky, 921 (15,9%) česky a 123 německy mluvících [11]. Do roku 1910 se počet budov zvýšil na 579 a obyvatelé na 7 896, z toho 7 817 bylo trvale zaregistrováno, 5 717 (72,4%) bylo katolicků, 2034 (25,8%) protestantů, 15 (0,2%) kalvinistů, 115 (1,5%) Židů, 15 (0,2%) stoupenci jiných náboženství, 3829 (48,5%) česky, 3804 (48,2%) polsky, 181 (2,3%) německy mluvících. . V Lazích v roce 1876 byla škola s polskou a německy mluvící třídou, v níž studovalo  116 dětí.Obec Lazy byla významným sídelním centrem širšího Orlovska. Max. počet obyvatel dosáhl před druhou sv. válkou cca 9 tisíc.
Obec měla česko-polský charakter. průmyslu vévodila Nová Jáma (později Důl Antonín Zápotocký, dnes Důl Lazy). V obci se nacházela i cihelna a bylo zde založeno maloobchodní družstvo Jednota-Jedność Orlová (dnes se sídlem v Českém Těšíně). Básník Petr Bezruč napsal obdivnou báseň o zdejším starostovi Křístkovi, který přes mnohé národnostní půtky prosadil v Lazech českou ("moravskou") školu - báseň Lazy (viz Slezské písně). V městečku fungovaly dvě školy, polská a česká (Bílá a Červená), plovárna atd. Začátkem padesátých let byla v obci vojenská posádka PTP. V obci bylo kino , spořitelna , pošta , řada obchodů a restaurací. V místě odvalové skládky bylo začátkem 50. let vybudované fotbalové hřiště a kluziště. V obci se narodili Gustaw Przeczek a Karol Piegza .

## Důsledky průmyslové činnosti
Původní Lazy jsou celé srovnány se zemí, tvoří je pouze nově zalesněná krajina s odvaly důlní činnosti mezi Orlovou a Havířovem. Počet obyvatel současných Lazů je pouze 240. V Lazech nenajdete kromě areálu Nové jámy žádnou významnou památku. V krajině bývalého městečka zůstává několik osamocených pomníků a památníků. Dokladem bývalého rozmachu je jen uliční síť, která zůstala dochována, avšak bez zástavby. Silnice a chodníky v polích a na loukách se pravidelně střetávají v různých úhlech - můžeme jen tušit jejich dnes neexistující názvy.
Lazy se staly mementem rozvoje průmyslu, především těžby černého uhlí. Většina obyvatel současné Orlové si pod pojmem Lazy představí pouze černouhelný důl stojící u hlavních cest do Havířova a Karviné, nikoliv dřívější město. Jediná možná budoucnost Lazů je parková úprava rekultivované krajiny (kvůli poddolování je na Lazy uvalena stavební uzávěra), a tak se možná dočkáme největšího evropského parku, který se bude rozkládat mezi městy Havířov a Orlová. Z lazecké Veverky (čtvrť) jsou fenomenální výhledy na masiv moravskoslezských Beskyd.

## Významné osobnosti
- Zbyšek Nečas (John Pemberton) (1921–2018), český palubní radiotelegrafista v RAF za 2. světové války.

## Galerie

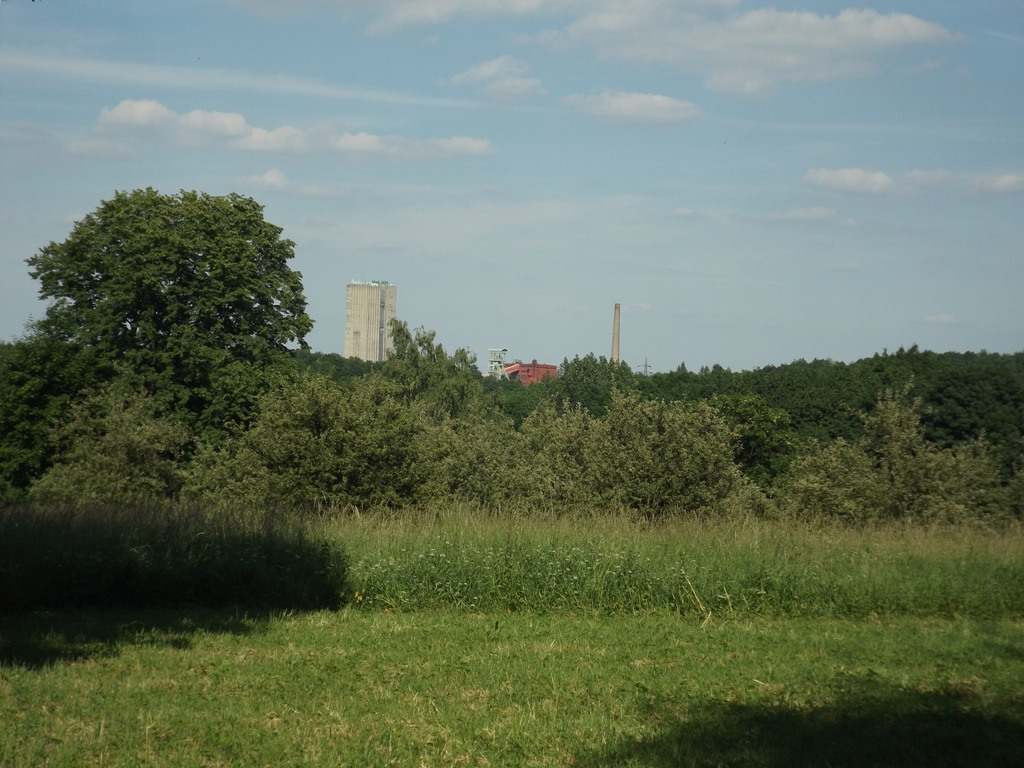
V těchto místech bývala lazecká zástavba
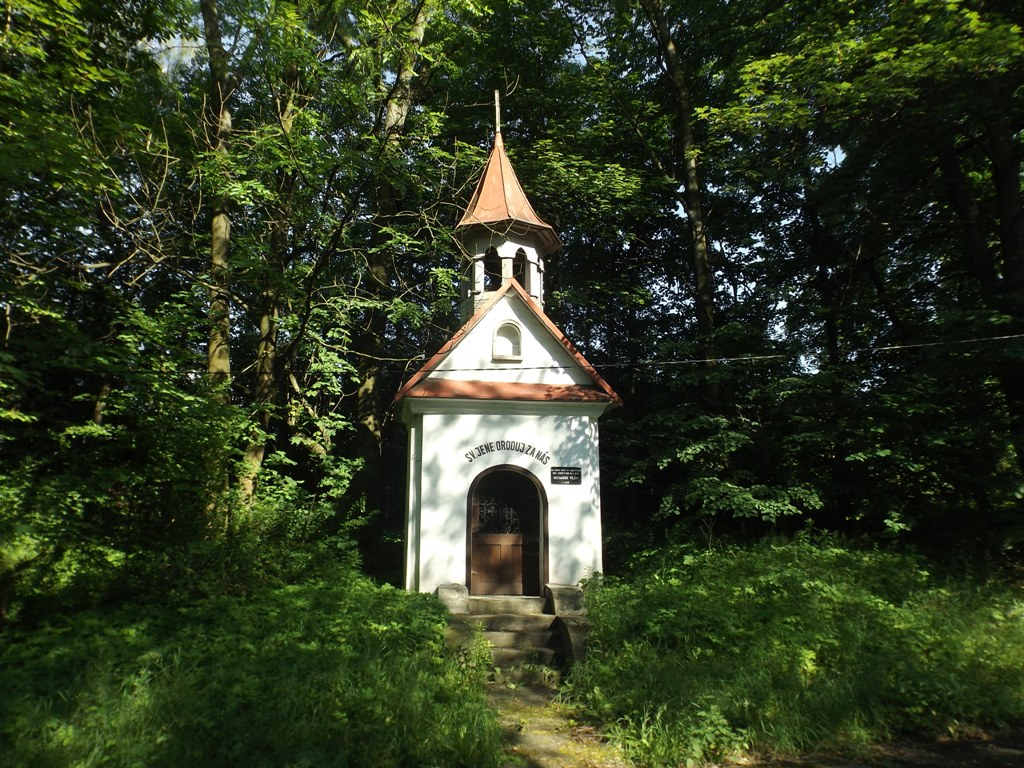
Kaple sv. Jana na místě, kde byl fašisty zastřelen Vilém Suchánek z Lazů
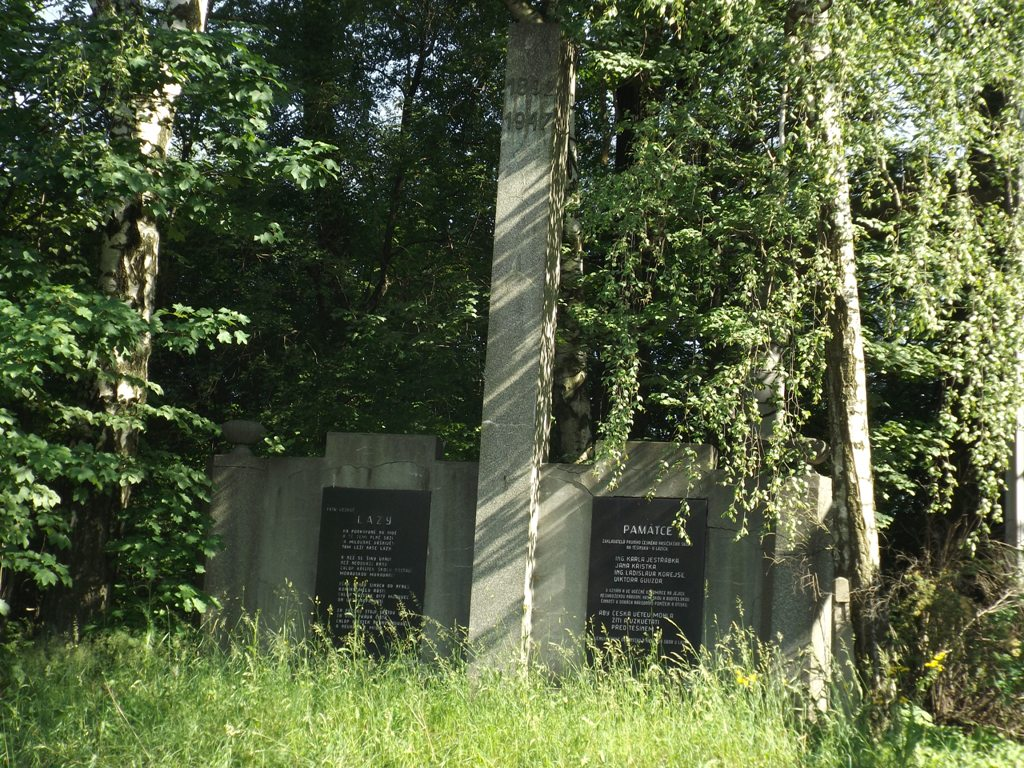
Pomník zakladatelům hornictví a hasičského sboru v blízkosti dolu Lazy
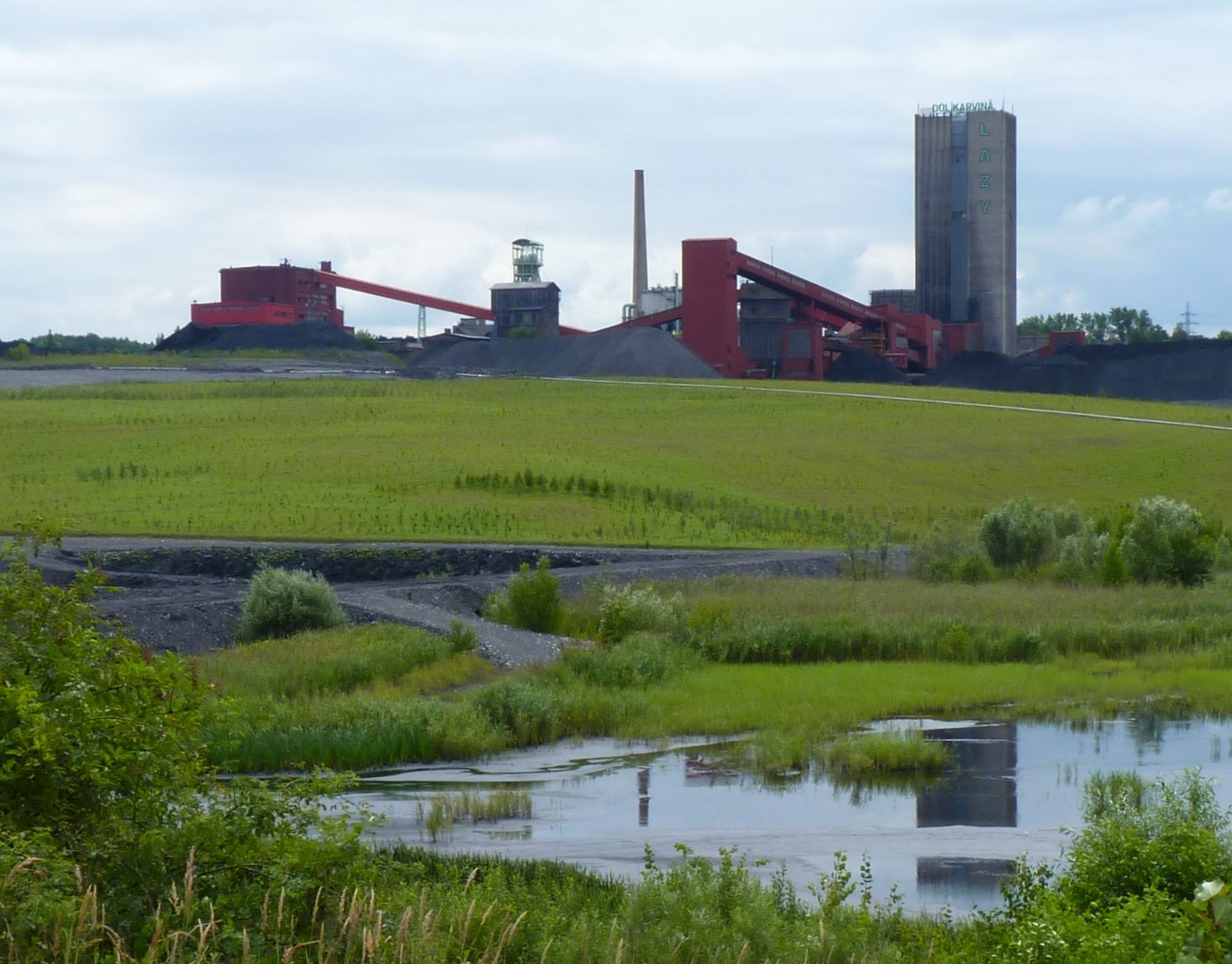
Důl Lazy
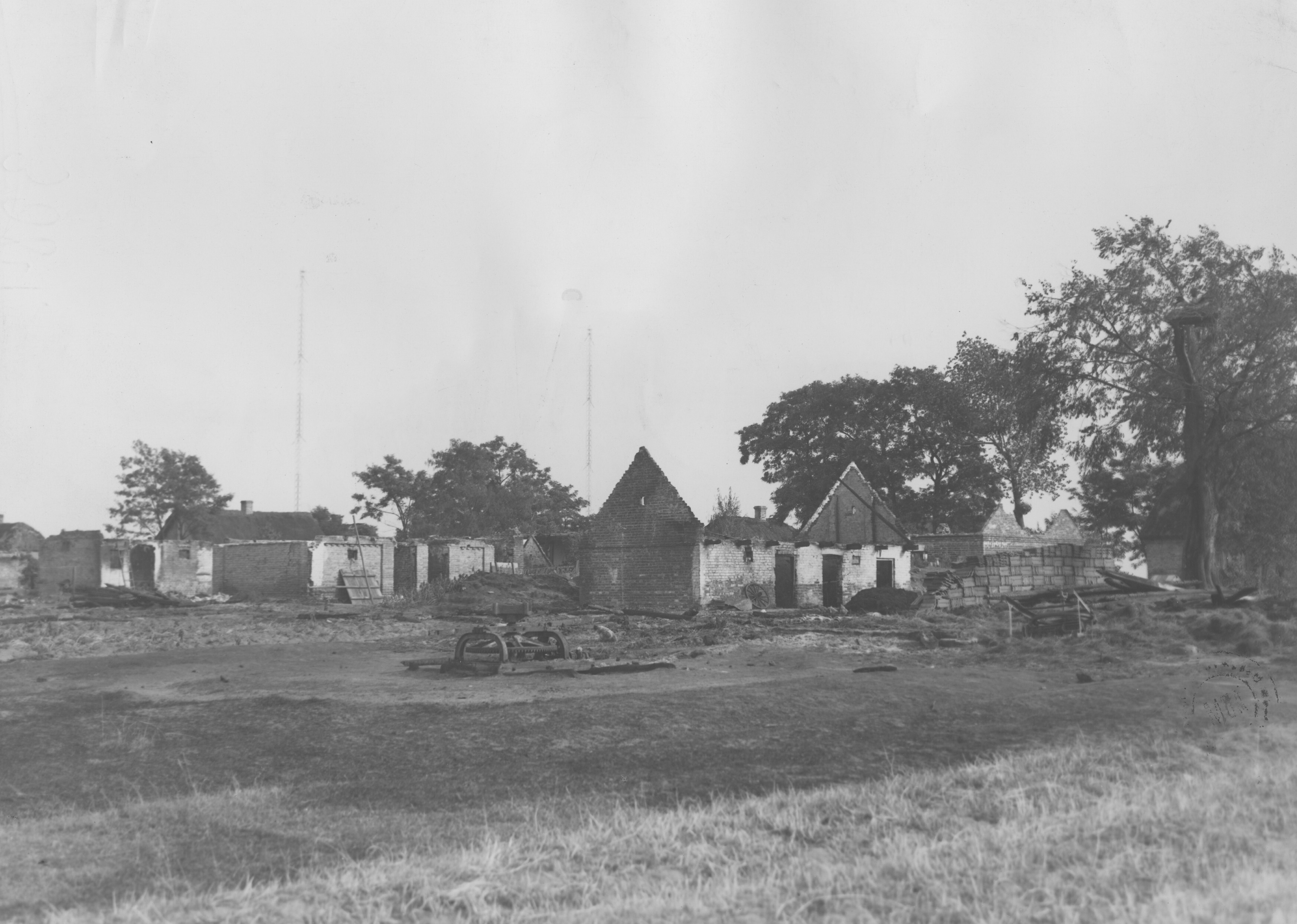
Lazy po požáru 1932